# العنصرية في آسيا
العنصرية في آسيا مصطلح يشير إلى مظاهر عنصرية بدول قارة آسيا، والعنصرية لا تختص بمكان أو زمان، وبالرغم من إدانتها من أغلب دول العالم حيث وقعت 170 دولة على الاتفاقية الدولية للقضاء على جميع أشكال التمييز العنصري إلا أنه يمكن القول بأنها توجد بأشكال مختلفة في كل بلد على ظهر الأرض.
وتختلف أشكال العنصرية من مكان لآخر وفق أسباب تاريخية أو ثقافية أو دينية أو اقتصادية. بشكل عام، وجود العنصرية في بلد من البلدان يرجع لأسباب أحداث تاريخية وقعت إما في الآونة الأخيرة أو منذ آلاف السنين.
وفي واحدة من أكبر عمليات الإبادة الجماعية في التاريخ حدثت، في كمبوديا، وتمثلت في اضطهاد الخمير الحمر بقيادة بول بوت للأجانب خاصة الصينين الذين يعيشون في كمبوديا. ويرجع هذا الصراع إلى مشاركة الصين في كمبوديا قبل حرب فيتنام. وفي إسرائيل يوجد عنصرية بين اليهود الإسرائيليين والفلسطينيين المسلمين والمسيحيين على حد سواء. والعنصرية في إسرائيل تنبع من الصراع الإسرائيلي الفلسطيني الذي نشأ مع قيام دولة إسرائيل.
وعموما، توجد العنصرية في آسيا بسبب الصراعات العرقية التي كانت موجودة في المنطقة منذ آلاف السنين.

## بنغلاديش
الخلافات بين شرق وغرب باكستان بعد تقسيم الهند أثار العنصرية نحو الفئات الاجتماعية الباكستانية الغربية، التي ينظر إليها على أنها أجنبية أو طبقة أدنى أو غير متحضرين مقارنة مع البنغاليين المتعلمين. بعد حرب تحرير بنغلاديش عام 1971، عانى غير البنغاليين، خصوصا البهاريين واللاجئون المسلمون من الهند من التمييز العرقي، فلا يعتبرون مواطنين كاملي الأهلية في بنغلاديش وحتى وقت قريب لم يسمح لهم بالحق في التصويت، وحديثا سمحت حكومة بنجلاديش للبهاريين الذين ولدوا بعد عام 1971 بالتصويت في انتخابات المجلس التشريعي.
 
في عام 2015، نسبت تعليقات عنصرية إلى إلياس الملا عضو البرلمان عن رابطة عوامي الحاكمة، إلياس الملا، وهو رجل من ذوي التعليم المتدني،  حيث علق على زيارته الأخيرة إلى الكونغو بقوله: «جيشنا قد ذهب هناك (أفريقيا) ليعلم هؤلاء الناس السود الحضارة، وأنا متأكد من أنه سوف ينجز المهمة». وكرر الإشارة إلى الكونغولين بأنهم «السود غير المتحضرين».

## ميانمار
العنصرية ضد المسلمين الروهينغا فقد صنفت الامم المتحدة الروهينغا باكثر اقلية مضطهدة حول العالم